# Nagoya Challenger 1989
Il Nagoya Challenger 1989 è stato un torneo di tennis facente parte della categoria ATP Challenger Series nell'ambito dell'ATP Challenger Series 1989. Il torneo si è giocato a Nagoya in Giappone dal 24 al 30 aprile 1989 su campi in cemento.

## Vincitori

### Singolare
Ramesh Krishnan ha battuto in finale  Jonathan Canter con il punteggio di 6–1, 6–3

### Doppio
John Letts /  Bruce Man-Son-Hing hanno battuto in finale  Ramesh Krishnan /  Jonathan Canter con il punteggio di 7–5, 4–6, 6–0